# Диамантената ръка
„Диамантената ръка“ (на руски: Бриллиантовая рука) е съветски филм, комедия на режисьора Леонид Гайдай от 1968 година.

## Сюжет
Внимание:  Текстът по-долу разкрива сюжета на произведението (или части от него)!
Обикновен съветски гражданин заминава на задгранично пътуване (Юрий Никулин). По време на разходка в турски град е объркан с друг човек и ръката му е гипсирана, като в нея контрабандисти слагат злато и диаманти. Този, който е истинският контрабандист, се оказва съквартирантът му по каюта. Оттук започват много комични ситуации в опитите контрабандистите да си върнат диамантите.

## В ролите
- Юрий Никулин
- Нина Гребешкова
- Нона Мордюкова
- Светлана Светличная
- Анатоли Папанов
- Андрей Миронов
- Станислав Чекан
- Владимир Гуляев
- Евгения Мелникова
- Андрей Файт
- Николай Романов
- Григорий Шпигел
- Леонид Каневски
- Виктория Островская
- Серафима Холина
- Татяна Никулина
- Роман Филипов
- Николай Трофимов
- Аполон Ячницки
- Лев Поляков
- Герман Качин
- Игорь Ясулович
- Александър Хвиля
- Георгий Светлани
- Александър Козубски
- Василий Куприянов
- Игорь Василенко
- Иван Жеваго
- Саша Лисютина
- Митя Николаев

### Актьори, неупоменати в титрите
- Леонид Гайдай
- Максим Никулин
- Леонид Плешаков

## Снимачен екип
- Композитор: Александър Зацепин
- Автор на песните: Леонид Дербенев
- Диригент: Емин Хачатурян
- Художник-постановчик: Феликс Ясюкевич
- Звукорежисьор: Евгения Индлина
- Монтаж: Валентина Янковская
- Костюми: К. Савицки